# Abel Costas Montaño
Abel Costas Montaño (ur. 25 maja 1920 w Poconie, zm. 11 lutego 2015) – boliwijski duchowny katolicki, biskup pomocniczy Cochabamba 1968-1974 i biskup Tarija 1974-1995.

## Życiorys
Święcenia kapłańskie otrzymał 22 września 1945.
11 listopada 1968 papież Paweł VI mianował go biskupem pomocniczym Cochabamba. 6 stycznia 1969 z rąk papieża Pawła VI przyjął sakrę biskupią. 
11 grudnia 1974 papież Paweł VI mianował go biskupem diecezjalnym Tarija. 20 października 1995 ze względu na wiek złożył na ręce papieża Jana Pawła II rezygnację z zajmowanej funkcji.